# شیء ناشناس پرنده

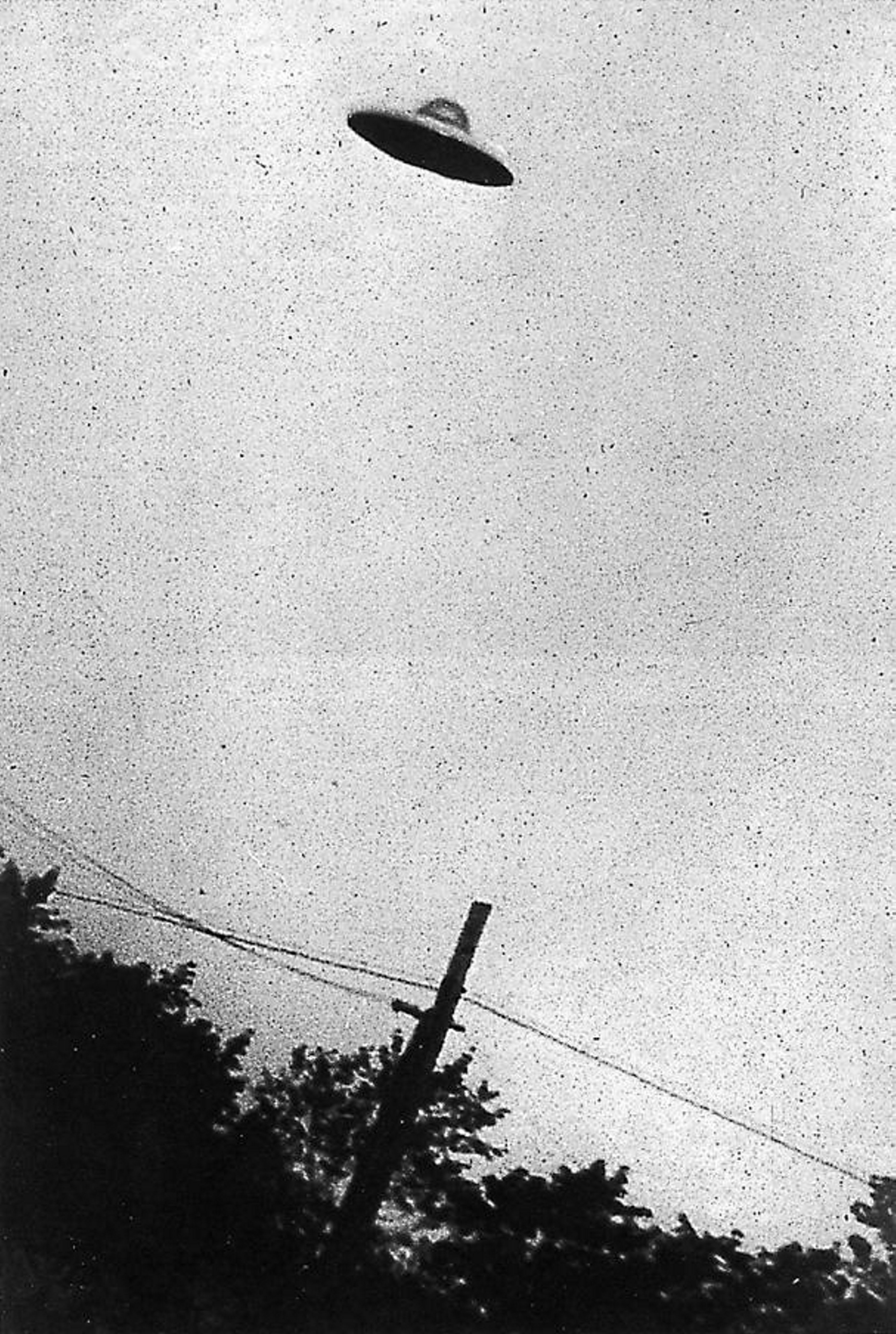
عکس گرفته‌شده از تصویر احتمالیِ یک بشقاب‌پرنده در سال ۱۹۵۲ در نیوجرسی آمریکا

شیءِ ناشناسِ پرنده (به انگلیسی: Unidentified flying object) (مخفف: UFO | یوفو)، که در فارسی به آن بشقاب پرنده هم گفته می‌شود، اصطلاح رایجی برای هر پدیدهٔ سفینه فضائی است که علت آن نمی‌تواند به‌آسانی یا بلافاصله توسط هر ناظری شناخته شود. این اصطلاح را نیروی هوایی ایالات متحده آمریکا، در سال ۱۹۵۲، برای اشیائی که پس از بررسی دقیق، توسط محققان و متخصصان، ناشناخته باقی می‌ماندند ابداع کرده‌است. هر چند که امروزه، اصطلاح یوفو اغلب برای توصیف هر گونه شیء ناشناخته پرنده یا معلق در هوا که توسط ناظران گزارش می‌شود، به کار می‌رود.
در حال حاضر، برخی از محققان ترجیح می‌دهند که برای جلوگیری از سردرگمی و باورهای نادرستی که به‌دنبال اصطلاح یوفو می‌آید، از اصطلاح کلی‌ترِ «پدیدهٔ ناشناخته فضایی» (به انگلیسی: UAP) استفاده کنند. براساس تحقیقات و مطالعات انجام شده، تنها درصد کمی (بین ۵ تا ۲۰٪) از گزارش‌های مبنی بر رؤیت یوفوها را می‌توان به‌طور مشخص، در طبقهٔ «غیرقابل توضیح» قرار داد.
به گزارش افراد مختلف ؛ حداقل ۵ شیئ در حال حرکت در آسمان دیده شده است. این تصاویر در مسیر جنوب اتوبان یادگار امام گرفته شده است. 

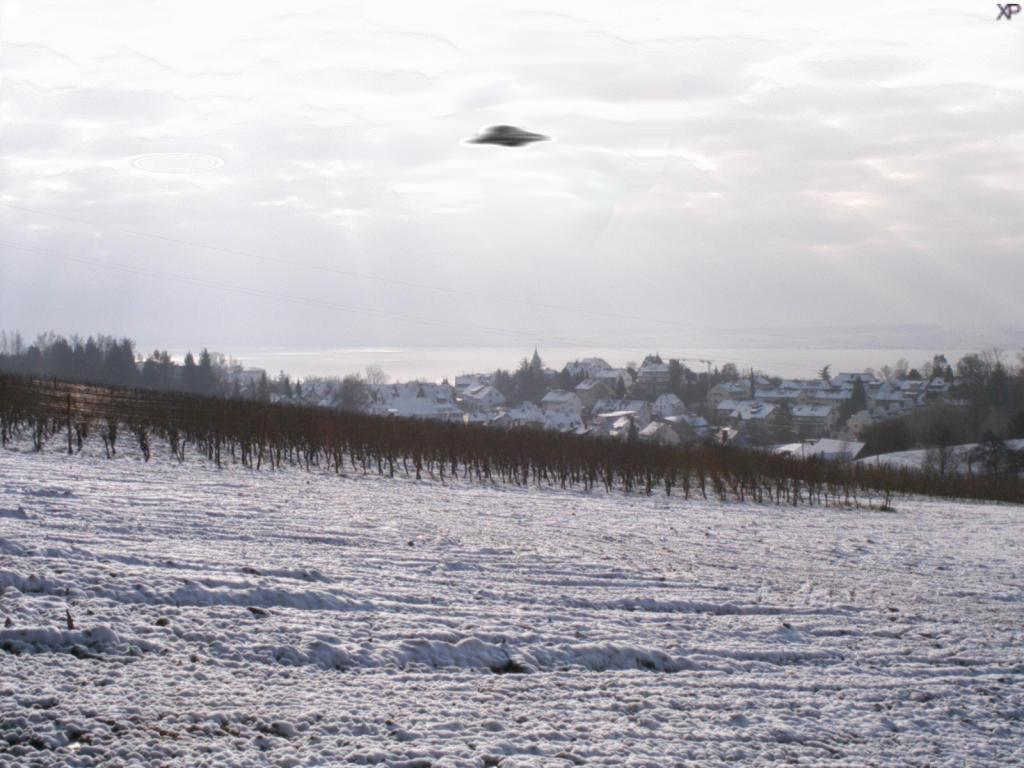
عکسی از یک شیء ناشناس پرنده

## مطالعات و خطای دید
مطالعات یوفوشناس‌ها نشان داده‌است که اکثر گزارش‌های مربوط به یوفوها، دربارهٔ اجسام متعارف یا پدیده‌های طبیعی است که به اشتباه شناسایی شده‌اند. اجسام و پدیده‌هایی مانند هواپیماها، بالون‌ها، فانوس‌های دریایی، ماهواره‌ها و اجرام آسمانی مانند شهاب‌های آسمانی، ستاره‌های پرنور و سیارات نزدیک به زمین هستند. همچنین درصد کمی از گزارش‌ها نیز جعلی هستند. کمتر از ۱۰ درصد رویت‌ها، پس از بررسی علمی و مناسب، بدون دلیل باقی می‌مانند و می‌توان اشیاء مربوط به آن‌ها را به معنای دقیق، «ناشناخته» طبقه‌بندی کرد.
طرفداران فرضیه وجود زیست هوشمند فرازمینی (ETH) ادعا می‌کنند که گزارش‌های غیرقابل توجیه و حل نشدنی، مربوط به رویت فضاپیماهای بیگانگان خارج از کره زمین هستند، در حالی که ممکن است این گزارش‌ها، صرفاً مربوط به پدیده‌های طبیعی دیگری باشند که به دلیل کمبود اطلاعات علمی و یا کمبود تحقیقات، شناسایی نشده‌اند،برخی تئوری ها می‌گویند این یوفو ها یوفو های نازی ها هستند اما نمی‌توان گفت آیا درست است یا نه.
اصطلاح یوفوشناسی (Ufology) و یوفوشناس (Ufologist)، برای کسانی به کار می‌رود که به صورت فردی یا گروهی، گزارش‌ها و شواهد مربوط به رویت اشیاء پرنده ناشناخته فضائی یا یوفوها را مطالعه می‌کنند.
محققان و نهادهای غیرانتفاعی بسیاری، دربارهٔ یوفوها تحقیق و مطالعه می‌کنند؛ از جمله، کمیته ملی تحقیقات پدیده‌های هوایی (NICAP)، سازمان دربرگیرنده یوفو یا موفان (MUFON) و مرکز مطالعات یوفو (CUFOS).
یوفوها (بشقاب‌پرنده‌ها)، به موضوعی رایج در فرهنگ مدرن تبدیل شده‌اند و حوادث مربوط به رویت آن‌ها، یکی از پدیده‌های اجتماعی مورد بررسی در جامعه‌شناسی و روان‌شناسی است.

### سایر دلایل
هواپیماهای بدون سرنشین، راکت‌های شلیک شده از هواپیماها، موشک‌های ماهواره‌بر و قطعات‌شان، قطعات خرد شده سنگهای آسمانی که به دلیل انعکاس نور خورشید، نورانی و درخشان می‌شوند، نورانی شدن ابرها در ارتفاع‌پایین توسط خورشید، نورهای رنگی حاصل از سوختن ماهواره‌ها در جو، گلوله‌های منور نظامی، بالون‌های آزمایشی و هواشناسی، دایره‌های درخشان و روشن حاصل از انعکاس نور خورشید توسط سطوح خارجی هواپیماها، دنبالهٔ بخار هواپیماها، پرندگان، هالهٔ نورانیِ اطراف خطوط سیم‌های انتقال برق فشار قوی بر اثر احاطه شدن با کریستال‌های یخ در زمستان، چراغ بدنهٔ هواپیماها، امواج انعکاس‌یافتهٔ رادارهای دوربرد روی صفحهٔ رادار (بر اثر تغییرات محلیِ جوی)، سراب نوریِ جوی و سراب الکترونیکیِ یونوسفری.

## هواپیماهای پیشرفته
برخی از هواپیماهای پیشرفته یا سری که ممکن است افراد بر اساس مشاهدات‌شان، به اشتباه آن‌ها را به عنوان یوفو و شیء پرنده ناشناخته معرفی کرده باشند، در حقیقت این امکان وجود دارد که بطور واقعی و همانطور که دیده شده اند، وجود خارجی داشته اند. اسامی تعدادی از اشیاء مورد بحث، در ذیل ذکر میشوند:    
- نورث امریکن ایکس-۱۵ (دهه ۱۹۵۰ و ۱۹۶۰ میلادی)
- نورثروپ وای‌بی-۴۹ (اواخر دهه ۱۹۴۰ و اوایل دهه ۱۹۵۰ میلادی)
- نورثروپ گرومن بی-۲ اسپیریت (دهه ۱۹۸۰ و ۱۹۹۰ میلادی)

اگرچه گفته میشود که هواپیماهایی مانند وای‌بی-۴۹ و بی-۲ که به بال‌دیس هم معروف هستند، از بغل به شکل یک بشقاب‌پرنده و از پایین به شکل یک شیء مثلثی نورانی دیده می‌شوند، ولی این بدان معنا نیست که بطور قطع و یقین، این اجسام بشقاب پرنده نیستند.

## برخی از گزارش‌های مربوط به رویت یوفوها
- حادثه راسول در سال ۱۹۴۷، که مهم‌ترین حادثهٔ مربوط به رویت بشقاب پرنده هاست.
- حادثه لانی زامورا در سال ۱۹۶۴ که در شهر ساکورو اتفاق افتاد.
- حادثه رندلزهام که در سال ۱۹۸۰ اتفاق افتاد و به رازولِ بریتانیا معروف شد.
- در ۹ دسامبر ۱۹۶۵، بسیاری از مردم جسم عجیبی را دیدند که داخل جنگل‌های پنسیلوانیا سقوط کرد.[۲]
- صبح ۲۷ دسامبر ۱۹۸۰، دو تن از افراد نیروی هوایی انگلیس جسم فلزی نورانی را در آسمان مشاهده کردند.[۲]
- بین سال‌های ۱۹۸۹ تا ۱۹۹۰ صدها نفر وجود اجسام مثلثی شکل بزرگی را در آسمان بلژیک گزارش دادند.[۲]
- در ۵ ژانویه ۲۰۰۰، یک تاجر و چند مأمور پلیس جسم بزرگ نورانی‌ای را در حال حرکت در آسمان دیدند.[۲]
- گروهی از افسران بازنشسته آمریکایی بعد از سال‌ها مدعی شدند که اشیای پرنده ناشناس بارها روی تأسیسات هسته‌ای آمریکا در سراسر این کشور پرواز کرده‌اند. آن‌ها همچنین مدعی شدند که این اشیای پرنده سیستم موشکی پدافند هوایی این تأسیسات را از کار می‌انداختند.[۳]
- در سال ۱۳۸۳ گزارش‌هایی از مشاهدهٔ گوی‌های درخشان در آسمان بابل، مرزن‌آباد، مشکین‌شهر و بعد از آن در شهرهای دیگر ایران مخابره شد.[۴]
- در اول سپتامبر سال ۲۰۱۰ دولت چین اعلام کرد یک بشقاب‌پرنده باعث لغو پروازهای فرودگاه شهر هانگجو، مرکز استان ججیانگ در شرق چین شدند.[۵]
- در هفدهم آبان ۱۳۸۹ جسمی موشک مانند در غرب آسمان لس آنجلس دیده شد. مسئولان نظامی و هوانوردی از اینکه این جسم چه بوده‌است اظهار بی‌اطلاعی کردند.[۶]
- در ۴ دسامبر ۲۰۱۲ نیروی دریایی ژاپن تصویر سقوط یک بشقاب‌پرنده را در سواحل این کشور منتشر کرد.[۷]

## یوفوها در ایران
در دورهٔ جدید که اخبار و گزارش‌های مربوط به رؤیت یوفوها در جهان به اوج رسید، ایران نیز در بین کشورهایی قرار گرفت که نه‌تنها پیگیری اخبار مربوط به یوفوها در آن طرفداران زیادی پیدا کرد، بلکه تعدادی از رویدادها (رویت‌ها) و گزارش‌های مهم در این کشور رخ داد.
در این بین، یکی از رویدادها اهمیت و اعتبار بیشتری داشت:
شیء ناشناس پرنده ای که در بامداد روز ۱۹ سپتامبر سال ۱۹۷۶ (۲۸ شهریور ۱۳۵۵) در تهران دیده شد. بر اساس گزارشی از این ماجرا که در ۳۱ اگوست ۱۹۷۷ (۱۳۵۶) منتشر شد، ساعت ۱۲:۳۰ نیمه‌شب ۱۹ سپتامبر تلفن‌هایی از منطقهٔ شمیران به نیروی هوایی ارتش ایران زده می‌شود و طی آن، خبر رؤیت یک شیء پرندهٔ ناشناس در افق شمالی گزارش می‌شود. دقایقی بعد، برج مراقبت فرودگاه مهرآباد تهران حضور این جسم را در رادار خود تأیید می‌کند و بلافاصله یک فروند هواپیمای شکاری اف-۴ فانتوم از همدان عازم می‌شود و اقدام به تعقیب آن می‌کند.
برای چندین سال خبری از رویت یوفوها در ایران نبود؛ تا اینکه اوایل سال ۱۳۸۳ و با مشاهده اشیاء نورانی در برخی شهرها، بار دیگر اسم بشقاب‌پرنده بر زبان‌ها افتاد. اولین گزارش‌ها از مرزن‌آباد و سپس بابل و مشکین‌شهر آغاز شد؛ جایی که گوی‌های نورانی می‌توانست علاوه بر این‌که موجب وحشت اهالی شود، حتی خسارات زیادی به‌جای گذارد. این پدیده که هم‌زمان در برخی از کشورهای جهان هم رؤیت شد، به‌سرعت مورد بررسی قرار گرفت و نتیجه به‌زودی مشخص شد. آذرگوی‌های گلوله‌ای، که یک پدیدهٔ نادر ولی شناخته‌شده‌است. البته در مورد بابل، گونه‌ای از تخلیهٔ انرژی ژئوفیزیکی علت اصلی حادثه اعلام شد، اما مشکین‌شهر نه‌تنها پایان داستان آذرخش‌های گلوله‌ای را رقم زد، بلکه فصل جدید اخبار مربوط به بشقاب‌پرنده‌ها نیز از همان‌جا آغاز شد.

### گزارش‌های اخیر درمورد یوفو
۲۵ و ۲۶ فروردین ۱۳۸۳ خبرگزاری‌ها خبر مشاهده شیء ناشناس نورانی را در آسمان مشکین‌شهر و اردبیل دادند، بلافاصله صدا و سیما تصاویری که توسط یک دوربین آماتور (ساده) از این اجرام تهیه شده بود منتشر ساخت و بدین ترتیب موج جدید آغاز شد. خبرگزاری ایرنا در کمتر از ۷۲ ساعت بیش از ۶ خبر از رؤیت این اجرام در آسمان شهرهای مختلف ایران از مشکین‌شهر و اهواز و اردبیل گرفته تا گنبدکاووس و تبریز و اراک و اشنویه و سنندج و… منتشر کرد.
گزارش اول از دو شیء پرندهٔ ناشناس در آسمان سخن می‌گفت که تلألوئی با رنگ‌های مختلف داشتند و حرکت‌هایی نامشخص در آسمان انجام می‌دادند هنوز دربارهٔ این گزارش نمی‌توان اظهار نظر کرد، چرا که هیچ داده مشخصی از آن وجود ندارد. اما در بقیهٔ موارد با شیء درخشان در افق جنوب غرب یا شمال غرب مواجه شدیم که حتی از آن هم تصاویری تهیه و پخش شد. به غیر از گزارش اول که مانند رؤیت بسیاری از اجرام پرنده اطلاعات ناقص و نامشخصی دارد، برای بقیهٔ پاسخ قاطعی وجود دارد. چیزی که حتی باور آن نیز مشکل است که چطور چنین شمار زیادی از مردم و رسانه‌ها به آن بی‌توجه بوده‌اند.
گزارش ایرنا از دیده شدن این شیء در تبریز را مرور کنید: 
«تعدادی از شاهدان عینی گفتند یک شیء نورانی را چهارشنبه شب در آسمان تبریز مشاهده کرده‌اند. به گفته آنان، این شیء که طیف‌هایی از نورهای قرمز، آبی و سبز از آن به سرعت ساطع می‌شده‌است، مقارن ساعت ۲۰:۳۰ چهارشنبه در جنوب آسمان تبریز در منطقهٔ ولیعصر رؤیت شد، در طرفین این شیء نورانی دو بازوی نورانی خط‌گونه وجود داشت. یکی از شاهدان افزود، این شیء از سمت شرق به غرب با سرعتی بسیار کند و غیر محسوس در حرکت بود.»
«یک شیء نورانی بار دیگر سه شنبه شب در ارتفاع پائین در ضلع جنوبی شهر گنبد کاووس دیده شد. به گفتهٔ منابع مردمی، این شیء از ساعت ۲۰ تا ۲۲:۳۰ دقیقه در آسمان ظاهر شده و رنگهای مختلف از خود انعکاس می‌داد. این شیء نورانی، کم‌کم در آسمان ناپدید شد. دوشنبه شب نیز یک شیء نورانی در ارتفاع پایین در ضلع جنوبی شهر گنبد کاووس مشاهده شده بود.»
ایرنا گزارش داده بود که «این شیء به مدت ۹۰ تا۱۲۰ دقیقه در آسمان ظاهر شده و رنگهای مختلف از خود انعکاس می‌داد. از این شیء نورانی، دو نور جدا شده و کم‌کم در آسمان ناپدید شد.»
«در ساعت ۲۲:۱۵ پنج شنبه ۱۸ خرداد ۱۳۹۱ شیئی نورانی به مدت ۱۰ دقیقه در ضلع شمالی آسمان گنبد کاووس مشاهده شد که ابتدا به صورت حبابی بود که داخل آن یک نور روشنی بود، سپس این حباب به دوقسمت تقسیم شد و یک شکل مخروطی کنار آن تشکیل شد و در آخر به‌صورت غباری آسمان را گرفت و ناگهان ناپدید شد.»
آذر ۱۳۹۵ شیء بزرگ از آسمان مازندران رد شد و به گفته شاهدان عینی بی‌سیم پلیس و آنتن تمام تلفن‌های خانگی و تلفن‌های همراه تا چند ساعت قطع بودند. اما صحت آن را تاکنون هیچ منبع رسمی اعلام نکرده‌است.
همچنین در تارخ ۲۰/۵/۱۴۰۲ در ساعت ۱۰:۳۷بامداد در شهر *اردبیل* در شهرک کوثر، نواری تقریباً صاف و بسیار بلند و به‌صورت تکه‌تکه نورانی با انتهایی منحنی شکل در آسمان اردبیل مشاهده شده و با حرکتی آرام در حال حرکت بود، بر اساس گزارش‌های مردمی صداهایی مبنی بر صدای شلیک زد هوایی‌های این شهر به‌صورت خفیف و بدون ایجاد نور به گوش رسیده‌است. این نوار در ابتدا پر نور و سپس از نور کاسته و ناپدید شده‌است.
تنسیم.
جام‌جم.
ایران خبر.

## بررسی‌ها و اسناد رسمی
یکی از تحقیقات رسمی انجام شده دربارهٔ رویدادهای مربوط به یوفوها، پروژه کتاب آبی بود که طی آن، ۱۲۶۱۸ مورد از گزارش‌های رویت یوفوها بررسی شدند.

### پروژه کتاب آبی (۱۹۵۲–۱۹۶۹)
یکی از وقایع تأثیرگذار در شکل‌گیری پروژه کتاب آبی (Project Blue Book)، مشاهدهٔ کِنِت آرنولد (تاجر و هوانورد آمریکایی) در ۲۴ ژوئن ۱۹۴۷ بود. آرنولد ادعا کرد هنگامی که در نزدیکی کوه رینیر پرواز می‌کرده، ۹ شیء پرنده درخشان را در حال پرواز به صورت پلکانی با سرعتی حداقل ۱۲۰۰ مایل بر ساعت (۱۹۰۰ کیلومتر بر ساعت) دیده‌است که یکی از آن‌ها هلالی شکل، و بقیه بیشتر شبیه به دیسک (بشقاب) بودند.
بلافاصله پس از این گزارش، صدها مورد مشاهده از اشیاء معمولاً بشقاب‌مانند در سراسر ایالات متحده و همچنین برخی کشورها گزارش شد. خبرسازترین آن‌ها، مشاهده ۹ شیء دیسک‌مانند دیگر توسط خدمه هواپیمایی یونایتد در ۴ ژوئیه ۱۹۴۷ بود که بر فراز آیداهو پرواز می‌کردند. چند روز بعد، حادثه رازول که معروف‌ترین رویداد مربوط به یوفوهاست، اتفاق افتاد و در ۸ ژوئیه ۱۹۴۷، پایگاه نیروی هوایی ایالات متحده در رازول، بیانیه‌ای مطبوعاتی منتشر کرد و گفت که یک «بشقاب‌پرنده» در نزدیکی یک مزرعه در رازول سقوط کرده و قطعات آن پیدا شده‌است. این خبر تا صدور اطلاعیهٔ بعدی نیروی هوایی در صدر خبرها بود. ارتش متعاقباً اطلاعیه‌ای صادر کرد و گفت که جسم موردنظر یک بالون هواشناسی بوده‌است.
در ۹ ژوئیه ۱۹۴۷، ادارهٔ اطلاعات نیروی هوایی ایالات متحده، با کمک اف‌بی‌آی، مطالعه‌ای محرمانه را در مورد بهترین گزارش‌های بشقاب پرنده، از جمله گزارش آرنولد و خدمهٔ پرواز یونایتد ایرلاینز آغاز کرد. سه هفته بعد، آن‌ها یک برآورد اطلاعاتی منتشر کردند که ویژگی‌های اشیاء مشاهده شده را توصیف می‌کرد (از جمله این‌که آن‌ها اغلب به‌صورت دیسک‌مانند و فلزی گزارش می‌شدند) و به این نتیجه رسیدند که اجسامی ناشناخته واقعاً در حال پرواز هستند. تحقیقات بعدی فرماندهی تجهیزات هوایی در پایگاه نیروی هوایی رایت-پترسون در اوهایو به همین نتیجه رسید. ژنرال ناتان توئینینگ یک مطالعهٔ رسمی گسترده در مورد این اجسام بشقاب‌مانند آغاز کرد که به پروژه‌های نشانه (Project Sign) (۱۹۴۹–۱۹۴۷)، کینه (Project Grudge) (۱۹۵۱–۱۹۴۹) و در نهایت پروژه کتاب آبی (۱۹۵۲–۱۹۶۹) منجر شد.
دکتر جی الن هاینک، اخترفیزیکدان، استاد فیزیک و یوفوشناس آمریکایی، از جمله کسانی بود که در پروژه کتاب آبی و دو پروژه قبلی مشارکت داشت. در طول دو دهه فعالیت پروژه کتاب آبی، این گروه بیش از ۱۲٬۶۰۰ مورد گزارش از رؤیت بشقاب‌پرنده‌ها را دریافت کرد و در مورد آن‌ها تحقیقاتی انجام داد.

### ویدیوهای منتشر شده توسط وزارت دفاع ایالات متحده آمریکا (۲۰۲۰)
در ماه آوریل ۲۰۲۰، وزارت دفاع ایالات متحده آمریکا، سه ویدیو از «پدیده‌های هوایی توضیح‌ناپذیر» را از حالت طبقه‌بندی خارج و منتشر کرد و این در حالی است که وزارت دفاع ایالات متحده آمریکا، بدنبال اعلامیه ناسا در سال 2022 که اعلام نمود در نظر دارد که از اسرار نهفته و اطلاعات ذخیره شده در آرشیوهای ناسا در مورد گزارشهای دریافت شده راجع به "اشیائ پرنده ناشناس، پرده برداشته و این اطلاعات را در اختیار عموم قرار دهد.
این ویدیوها که مربوط به وقایع رویت اشیای ناشناس پرنده یواس‌اس تئودور روزولت (۲۰۱۵) و حادثه رویت شیء ناشناس پرنده یواس‌اس نیمیتز (۲۰۰۴) بودند، قبلاً در سال‌های ۲۰۱۷ و ۲۰۱۸ میلادی درز کرده بودند.
یکی از این ویدیوها که به گفته نیویورک تایمز دو خلبان جنگنده‌های نیروی دریایی در سال ۲۰۰۴ ضبط کرده‌اند، شیء پرنده‌ای را نشان می‌دهد که بالاتر از سطح آب در اقیانوس اطلس در حال پرواز است. دو ویدیوی دیگر که در سال ۲۰۱۵ فیلمبرداری شده‌اند، اشیاء پرنده‌ای را نشان می‌دهند که یکی از آن‌ها در حال چرخش است. در این ویدیو صدای خلبان شنیده می‌شود که می‌گوید: "نگاه کن پسر! دارد می‌چرخد!"
در ستاد مرکزی ارتش آمریکا در واشنگتن (پنتاگون)، مرکزی برای دریافت، شناسایی و تحلیل کلیه گزارشهای مربوط به "شیء ناشناس پرنده" وجود دارد که در طی سالیان و بمرور، نام آن چندین بار تغییر داده شده است. نامهایی که این مرکز نامیده شده عبارتند از پروژه کتاب آبی و غیره. 
این واحد ویژه در پنتاگون، قبلا اعلام کرده بود که روزانه در حدود  400 گزارش از اقصی نقاط آمریکا، در مورد "اشیائ ناشناس پرنده" دریافت میکند. این تعداد گزارشها، شامل گزارشهای خارج از آمریکا نبود.
در مورد شناسایی دولتهای دیگر جهان در مورد "اشیائ پرنده ناشناس"، دولت بلژیک، تنها دولتی است که بطور رسمی، وجود این پدیده را تایید کرده است.
دولت انگلستان هم، بارها در مورد این پدیده، اظهار نظرهای رسمی خود را اعلام نموده است.

## جلسهٔ استماع شهادت شاهدان عینی در کنگره
کنگرهٔ ایالات متحده آمریکا عصر چهارشنبه ۲۶ ژوئیه ۲۰۲۳ یک جلسه استماع عمومی دربارهٔ ادعاهایی مبنی بر سرپوش گذاری دولت بر دانش خود از شیء ناشناس پرنده (Unidentified flying objects) معروف به «یوفوها» برگزار کرد. این جلسه با حضور سه شاهد عینی برگزار شد و علاوه بر ایالات متحده در سراسر جهان نیز توجهات زیادی را جلب کرد. به گفتهٔ شاهدان که از کهنه سربازان ارتش بودن هرگاه دولت آمریکا مشاهدات غیرقابل توضیحی در این خصوص داشته باشد، آنها را در زمره «پدیده‌های ناشناخته ناهنجار» (UAP) دسته‌بندی می‌کند و در سال‌های اخیر گزارش‌های متعددی دربارهٔ موارد این چنینی موجود است. درحالی که برخی از این پدیده‌ها به «بالون یا اجسام بالونی» همچنین هواپیماهای بدون سرنشین، پرندگان، رخدادهای آب و هوایی یا زباله‌های موجود در آسمان مانند کیسه‌های پلاستیکی نسبت داده شده‌اند، برای برخی دیگر از این موارد هنوز توضیحی از سوی مقامات ارائه نشده‌است. به گزارش یورونیوز، سه کهنه سرباز آمریکایی عصر چهارشنبه در جلسه استماع کمیته فرعی نظارتی مجلس نمایندگان دربارهٔ «پدیده‌های ناشناخته ناهنجار» یا به زبان ساده‌تر همان بشقاب پرنده‌ها شهادت دادند. آنها باور داشتند که مشاهدات آنها بیانگر وجود یک مشکل امنیت ملی است و دولت این کشور دربارهٔ اطلاعاتی که در اختیار دارد، بیش از حد مخفی کاری کرده‌است. «رایان گریوز» خلبان بازنشسته نیروی دریایی و مدیر فعلی سازمان «آمریکایی‌ها برای هوافضای ایمن» و «دیوید فری ور» فرمانده بازنشسته نیروی دریایی ایالات متحده آمریکا، هر دو دربارهٔ مشاهدات خود از شیء ناشناس پرنده در زمان خدمت در ارتش شهادت دادند. «دیوید گراش»، افسر اطلاعاتی سابق نیروی هوایی نیز به عنوان شاهد سوم ادعا کرد که دولت آمریکا بر تحقیقات خود در موارد مشاهده شده اجرام ناشناس سرپوش گذاشته‌است. وی گفت که او اطلاعات خود را به بازرسی کل جامعه اطلاعاتی آمریکا گزارش کرده‌است. رایان گریوز در خصوص ضرورت رسیدگی به این موضوع به نمایندگان حاضر گفت: «اگر بشقاب پرنده‌ها همان پهپادهای خارجی باشند که این خودش یک مشکل فوری در حوزه امنیت ملی است. اگر هم چیز دیگری است که خوب در زمره مباحث علمی قرار می‌گیرد. در هر دو صورت، اشیای ناشناس یک نگرانی برای ایمنی پرواز هستند.» فری ور نیز با اشاره به برخورد خودش با یکی از این «پدیده‌های ناشناخته ناهنجار» در سال ۲۰۰۴ میلادی، در پاسخ به سؤالی که چرا این بشقاب پرنده‌ها را تهدیدی برای امنیت ملی آمریکا می‌داند، گفت: «فناوری که ما به چشم دیدیم بسیار برتر از هر چیزی بود که خودمان داشتیم.» گراش هم ادعا کرد که دولت ایالات متحده نه تنها بشقاب پرنده، بلکه بقایای خلبان «غیرانسانی» این اجرام ناشناخته ناهنجار را نیز در اختیار دارد. البته او به صراحت اعلام کرد که این چیزی است که دیگر همکارانش به او گفته‌اند و در این باره اطلاعات دست اولی ندارد و توضیح داد: «این چیزی است که خودم شاهد آن نبودم.» با این حال، گراش به مستمعین جلسه گفت که می‌تواند فهرستی از «شاهدان موافق و مخالف» را معرفی کند که می‌توانند اطلاعات بیشتری دربارهٔ تحقیقات مربوط به بشقاب پرنده‌ها را در اختیار کنگره بگذارند. گراش گفت که او ادعاهای خود را به عنوان یک افشاگر به بازرس کل جامعه اطلاعاتی گزارش کرده‌است. هر سه شاهد معتقد بودند که سازوکار کنونی برای گزارش دهی خلبانان در موارد مواجهه با بشقاب پرنده ناکافی است و گفتند که هنوز خلبان‌ها و مقاماتی که از تجربیات خود در این زمینه می‌گویند، مورد انگ زنی قرار می‌گیرند. هیچ مقام دولتی در جلسه روز چهارشنبه ادای شهادت نکرد. پیش از این «شان کرک پاتریک»، مدیر یکی از بخش‌های پنتاگون با تمرکز بر «پدیده‌های ناشناخته ناهنجار» در ماه آوریل به یک کمیته فرعی سنا گفته بود که دولت ایالات متحده در حال ردیابی ۶۵۰ مورد احتمالی از پدیده‌های هوایی ناشناس است. کرک پاتریک در آن زمان تأکید کرده بود که هیچ مدرکی دال بر وجود حیات فرازمینی به دست نیامده و دفتر او «هیچ مدرک معتبری» از اجسامی که قوانین شناخته شده فیزیک را نقض کنند، پیدا نکرده‌است. کرک پاتریک همچنین گفته بود که از ۶۵۰ موردی که دولت در حال پیگیری است، «حدود نیمی از آنها را اولویت بندی کرده‌ایم که به لحاظ ارزشی جالب توجه بودند.» در سال ۲۰۲۲، کمیته اطلاعاتی مجلس نمایندگان، اولین جلسه استماع کنگره دربارهٔ بشقاب پرنده‌ها در طی دهه‌های اخیر را برگزار کرد و شهادت کرک پاتریک اولین جلسه استماع مجلس سنا در این مورد بود. «گلن گروتمن» نماینده جمهوری‌خواه ریاست این جلسه را بر عهده داشت و در آغاز، به شوخی به تماشاگران گفت: «به هیجان انگیزترین جلسه این هفته کمیته فرعی کنگره خوش آمدید.»